# Omicidio di Giulia Cecchettin
L'omicidio di Giulia Cecchettin è un caso di cronaca nera avvenuto l'11 novembre 2023 a Fossò, nella città metropolitana di Venezia e vicino a Padova. L'uccisione della studentessa di 22 anni da parte del suo ex fidanzato Filippo Turetta ha suscitato notevole indignazione, generato manifestazioni pubbliche e stimolato un vasto dibattito sul tema del femminicidio.

## Cronologia degli eventi
Giulia Cecchettin, nata a Padova il 5 maggio 2001 da Gino (nato a Rovigo il 3 settembre 1968), ingegnere, e da Monica Camerotto (nata nel 1971 a Saonara e morta il 20 ottobre 2022 per un tumore), era una studentessa di ingegneria biomedica dell'Università di Padova, prossima a laurearsi con la discussione della sua tesi di laurea fissata per il 16 novembre 2023. Aveva una sorella maggiore, Elena (nata a Padova il 4 luglio 1999), e un fratello minore, Davide (nato a Padova il 10 maggio 2006). La famiglia risiedeva a Vigonovo.
Durante gli studi universitari a Padova, Giulia aveva conosciuto Filippo Turetta, nato a Padova il 18 dicembre 2001 e cresciuto a Torreglia, suo collega di corso di studi con il quale aveva iniziato una relazione sentimentale durata circa un anno e terminata nell'agosto 2023. I due giovani avevano continuato a rimanere in contatto anche dopo la fine della relazione; tuttavia, nell'autunno del 2023, Filippo aveva iniziato a comportarsi in modo possessivo, confidando a Giulia di sentirsi depresso e di non vedere un proprio futuro senza di lei, e minacciando il suicidio. Giulia e Filippo continuavano a uscire insieme occasionalmente e lei temeva gesti estremi da parte di lui, anche se confidava di avvertire le pressioni dell'ex come un ricatto.
Dopo aver inviato una e-mail intorno alle 17:15 di sabato 11 novembre 2023 alla docente universitaria relatrice della sua tesi di laurea con l'ultima versione dell'elaborato, Giulia è uscita di casa verso le 18 per recarsi, accompagnata da Filippo, in un centro commerciale di Marghera per acquistare un paio di scarpe in vista dell'imminente cerimonia di laurea, come attestato da una commessa. I due giovani hanno cenato nel fast food del centro commerciale alle ore 21:02; successivamente Giulia ha scambiato alcuni messaggi con la sorella tramite WhatsApp fino alle 22:43, e infine è ripartita in auto con Filippo per ritornare verso Vigonovo. Da quel momento non si sono più avute loro notizie.
Il giorno successivo, verso le 13:30, Gino Cecchettin si è recato presso la locale caserma dei Carabinieri e ha denunciato la scomparsa della figlia, temendo per la sua incolumità. Subito dopo, con l'aiuto di Elena Cecchettin, sono stati diffusi appelli sui social media per ritrovare i due ragazzi scomparsi. Un testimone ha contattato la famiglia riferendo di aver assistito, dal proprio balcone di casa, ad un violento litigio tra un uomo e una donna che chiedeva aiuto nel parcheggio di via Aldo Moro a Vigonovo e di avere, per tale motivo, contattato i Carabinieri alle 23:18; i militari dell'Arma, tuttavia, non sono intervenuti a causa di altre segnalazioni contemporanee.
Nei giorni seguenti sono state svolte indagini per ricostruire il percorso dell'automobile di Turetta, una Fiat Grande Punto di colore nero, transitata dal Veneto in Friuli-Venezia Giulia, quindi in Alto Adige e in Austria, venendo immortalata da numerose telecamere di videosorveglianza e di rilevamento del traffico. Tra i tanti filmati esaminati, uno decisivo per la svolta delle indagini venne ripreso dalle telecamere di un calzaturificio di Fossò, comune confinante a Vigonovo, e mostrava un uomo colpire violentemente una donna e poi caricarla esanime nel bagagliaio dell'auto. Sul luogo furono rinvenute notevoli quantità di sangue e la lama di un coltello lunga 21 cm, che portarono gli inquirenti a emettere il mandato di arresto europeo per Filippo Turetta con l'accusa di sequestro di persona e omicidio volontario.
Successivamente le ricerche si concentrano nell'area compresa tra il lago di Barcis e Piancavallo, in provincia di Pordenone, zona in cui era stata rilevata un'anomalia nel percorso dell'auto di Turetta. La vettura era infatti stata ripresa da una telecamera in ingresso in località Piancavallo poco dopo le 3 del mattino e, oltre due ore dopo, era stato registrato il passaggio successivo, lungo la SR251 all'altezza della diga del Vajont, facendo così preludere una sosta lungo il tragitto, che normalmente richiede circa un'ora di percorrenza.
Il 18 novembre 2023 una squadra cinofila della protezione civile del Friuli-Venezia Giulia ha individuato il cadavere di Giulia Cecchettin adagiato in un anfratto roccioso nel bosco, ricoperto da sacchi di plastica neri e con a fianco numerosi oggetti. Le indagini condotte dai Carabinieri hanno evidenziato che la ragazza era stata colpita con numerose coltellate alla testa e al collo e che, di conseguenza, era morta per dissanguamento. La sera stessa la polizia tedesca ha arrestato Filippo Turetta in Germania, mentre era fermo sulla corsia d'emergenza dell'autostrada A9 tra Bad Dürrenberg e lo svincolo Rippachtal, con l'automobile rimasta senza benzina. Condotto nel carcere di Halle, il 25 novembre Turetta è stato estradato in Italia con un volo speciale dell'Aeronautica militare atterrato a Venezia ed è stato incarcerato presso la casa circondariale di Verona.

## Reazioni
Il 20 novembre 2023 il Corriere della Sera ha pubblicato una lettera di Elena Cecchettin in cui la ragazza ha denunciato la responsabilità della società nel creare quelli da lei definiti "figli sani del patriarcato e della cultura dello stupro", indicando con tale espressione chi assume comportamenti che ledono la figura della donna, come il controllo, la possessività e il catcalling, e chi cerca di giustificare coloro che compiono gesti violenti contro le donne definendoli "mostri" o "malati di mente". La sorella maggiore della vittima ha dunque invitato tutti gli uomini a responsabilizzarsi, richiamando amici e colleghi che tengono comportamenti tollerati dalla società ma che potrebbero essere il preludio del femminicidio, definito da lei un "omicidio di Stato" e un "delitto di potere" a cui occorre reagire con l'educazione sessuale e affettiva.
Le parole di Elena Cecchettin, seguite dalla diffusione virale della poesia Se domani non torno scritta dall'attivista peruviana Cristina Torres Cáceres, hanno scatenato una grande ondata di commozione, dolore e rabbia in Italia, dove si è aperto un dibattito e si sono tenute manifestazioni spontanee in molte città e con la partecipazione di migliaia di persone. In occasione della Giornata internazionale per l'eliminazione della violenza contro le donne, il 25 novembre, si è radunato a Roma circa mezzo milione di persone.
Il caso ha sollevato importanti questioni riguardo alla prevenzione della violenza di genere e all'efficacia delle leggi esistenti. Il caso di femminicidio ha portato l'opinione pubblica a riflettere sull'importanza di rafforzare le misure di protezione e sensibilizzazione contro la violenza sulle donne.
La comunità locale di Vigonovo, dove risiedeva Giulia, ha manifestato il proprio dolore e cordoglio attraverso commemorazioni e omaggi. La famiglia della vittima ha ricevuto messaggi di solidarietà, mentre il presidente della regione Veneto, il leghista Luca Zaia, ha proclamato il lutto regionale e sottolineato la necessità di interpretare correttamente i segnali di pre-allarme nei casi di violenza di genere.
Dopo l'omicidio il Parlamento italiano ha approvato all'unanimità un pacchetto di leggi per rafforzare le leggi esistenti a tutela delle donne. Il ministro dell'istruzione Giuseppe Valditara ha annunciato un progetto educativo (Educazione alle relazioni) nelle scuole per contrastare la violenza di genere. Alla richiesta delle istituzioni di tenere un minuto di silenzio, in omaggio alla vittima, si sono tenuti invece "minuti di rumore", in cui le persone coinvolte hanno compiuto gesti rumorosi, come suggerito in particolare dalla sorella di Giulia e dalla Presidente del Parlamento europeo Roberta Metsola.
Numerosi attacchi, insulti e minacce sono stati rivolti alla famiglia Cecchettin da parte di altri utenti sui social network. L'avvocato Stefano Tigani intraprende quindi azioni legali in difesa dei Cecchettin.
Nei tre mesi successivi ai fatti, il numero antiviolenza 1522 ha registrato un significativo aumento delle denunce e delle richieste d'aiuto, che è stato interpretato come un "effetto Giulia Cecchettin".
Il 22 dicembre 2023 la rivista L'Espresso ha designato Elena Cecchettin "persona dell'anno".
Il 2 febbraio 2024 l'Università di Padova ha conferito a Giulia Cecchettin la laurea alla memoria in ingegneria biomedica in una cerimonia pubblica, alla presenza dei suoi familiari e della Ministra dell'università e della ricerca, Anna Maria Bernini.
Il 5 marzo 2024 esce il libro Cara Giulia. Quello che ho imparato da mia figlia, scritto dal padre Gino Cecchettin assieme allo scrittore veneto Marco Franzoso, che raccoglie i ricordi di famiglia di Gino Cecchettin, la morte della moglie e l'assassinio della figlia, ma in particolare il rapporto del padre con la figlia. Gino Cecchettin, a proposito del libro, ha affermato che è stato il "modo migliore per elaborare il lutto". Il libro servirà a finanziare la Fondazione che Cecchettin intende attivare per sostenere la lotta alla violenza di genere. Cecchettin ne ha ampiamente discusso quando è stato ospite di Fabio Fazio a Che tempo che fa ribadendo la volontà di attivare la Fondazione, per sostenere la quale è anche alla ricerca di enti disposti a collegarsi a essa.
Le è stato dedicato un murale da Laika, apparso il 23 Novembre 2024. L'opera raffigura lei e Gisèle Pelicot con un pugno sollevato mentre sopra di loro campeggia la scritta "smash the patriarchy", ovvero "distruggi il patriarcato". Già un anno prima l'artista Fabio Ingrassia gliene aveva dedicato uno.
Il 25 novembre 2024 nel suo intervento per la Giornata internazionale per l'eliminazione della violenza contro le donne, la Presidente della Commissione europea Ursula von der Leyen ha dichiarato che: "Una donna su tre subirà violenza nel corso della propria vita. Donne come Giulia Cecchettin in Italia, Debora Mihailova in Bulgaria e Gisèle Pelicot in Francia. Meritano protezione e sostegno. Meritano che venga servita giustizia. E meritano di essere ascoltate. Le loro storie devono essere raccontate. Così rompiamo il silenzio. Così porremo fine alla violenza. Oggi e ogni giorno siamo dalla parte delle vittime."

## Funerali

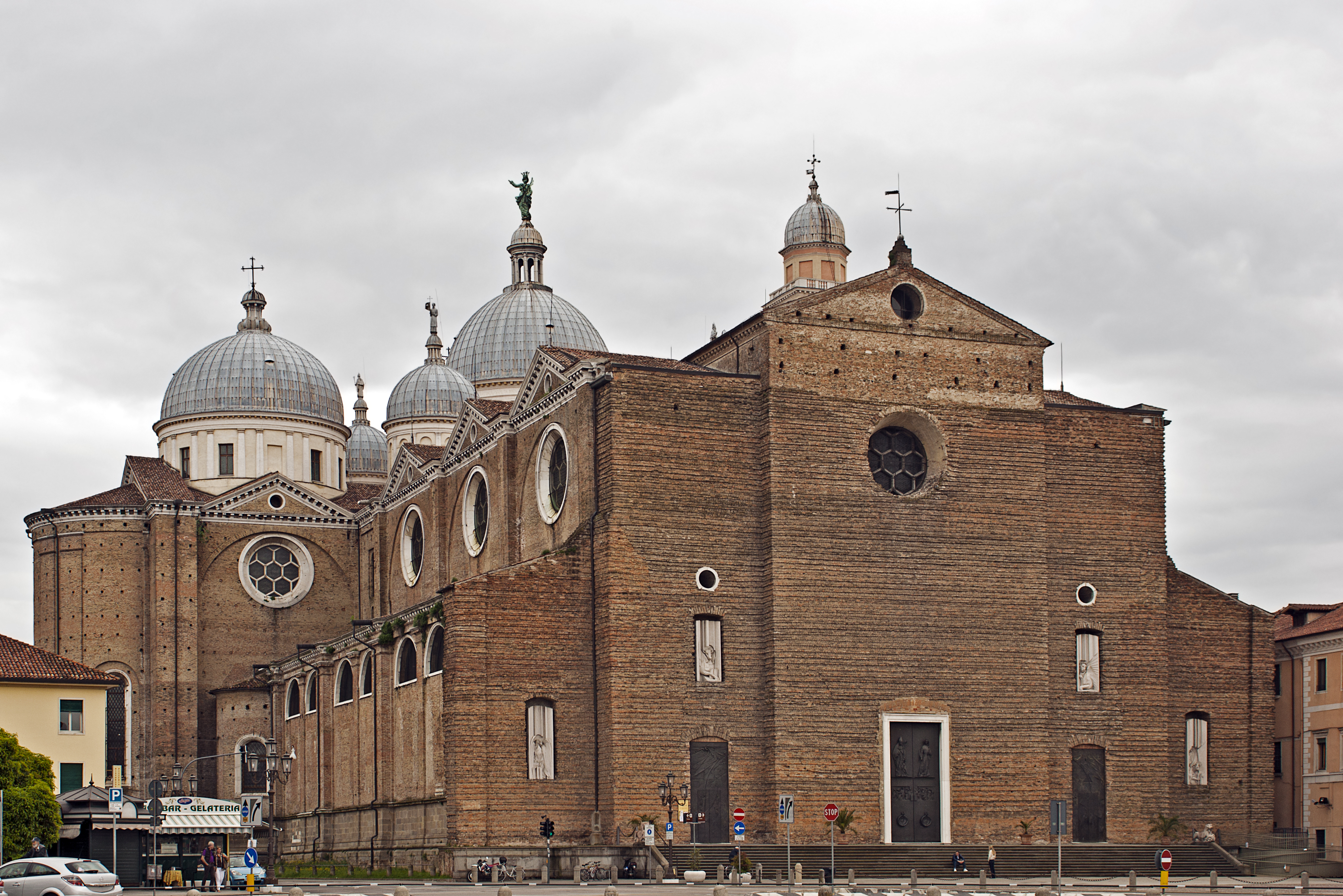
Basilica di Santa Giustina, luogo in cui il 5 dicembre 2023 si sono svolte le esequie di Giulia Cecchettin.

Il 5 dicembre 2023 sono stati celebrati i funerali di Giulia nella basilica di Santa Giustina a Padova, officiati dal vescovo Claudio Cipolla, alla presenza di circa 8 000 persone e autorità civili e militari, tra cui il ministro della giustizia Carlo Nordio ed il presidente della regione Veneto Luca Zaia. La diretta dei funerali è stata trasmessa dalle reti Rai 1 (seguita da 2 220 000 spettatori, con uno share del 31,70%), Canale 5 (seguita da 1 477 000 spettatori, con uno share del 18,90%) e TGcom24.
Nel discorso di Gino Cecchettin tenuto dal pulpito sono stati ripresi gli stessi temi contenuti nella lettera-denuncia del 20 novembre della figlia Elena, concludendo con la lettura di una poesia sul Vero amore di Khalil Gibran. Il giorno seguente il ministro dell'istruzione e del merito Giuseppe Valditara ha emanato una circolare rivolta alle istituzioni scolastiche nella quale ha invitato scuole, docenti e studenti alla lettura ed alla discussione collettiva del discorso di Gino Cecchettin al funerale. Alla fine della funzione la folla ha fatto rumore agitando chiavi e campanelli e successivamente Giulia è stata sepolta al cimitero di Saonara accanto alla madre.

## Il processo
Il 23 settembre 2024 ha avuto inizio il processo con rito abbreviato a Filippo Turetta, accusato di omicidio volontario, aggravato da premeditazione, crudeltà, efferatezza, stalking e occultamento di cadavere, nell'aula di Assise di Venezia, con la premessa fatta dal procuratore Bruno Cherchi che "Il processo viene fatto per sanzionare le responsabilità personali, non deve giudicare il femminicidio o i fenomeni sociali. Mi auguro che il clamore mediatico non abbia influito sulla scelta dell’imputato di non presentarsi alla prima udienza". La famiglia Cecchettin, nella persona di Elena, si è infatti costituita parte civile, mentre la giuria della Corte d'assise ha invece respinto la richiesta di costituirsi come parte civile di cinque associazioni di difesa delle donne: Penelope Italia, Differenza Donna, Punto Ups, Prevenzione "Marianna" e I Care You Care, oltre ai comuni di Vigonovo, dove viveva Giulia Cecchettin, e di Fossò, dove è avvenuto l'omicidio.
Era stato previsto che il processo si svolgesse in cinque udienze, che Turetta fosse interrogato il 25 e 28 ottobre - rinunciando all'esibizione in contraddittorio delle prove - e che la sentenza venisse emessa il 3 dicembre, dopo la discussione prevista per il 25 e 26 novembre.
Nel corso della prima udienza erano assenti sia Turetta, rimasto nel carcere veronese del Campone, sia i suoi genitori; L'imputato aveva infatti chiesto di rinunciare alla prima comparizione, ma chiedendo di essere interrogato: "È pronto ad assumersi la responsabilità di fronte alla corte d'assise, alla comunità e alle persone offese", secondo il suo avvocato difensore Giovanni Caruso. In aula era invece presente il padre della vittima, Gino Cecchettin, mentre non erano presenti i fratelli Elena e Davide per volere dello stesso padre, il quale ha dichiarato alla stampa: "Non voglio vendette, non ho niente da dire a Filippo, il processo posso dire che non mi interessa, per me tutto è finito l'11 novembre di un anno fa".
Come previsto, Turetta è stato interrogato nel corso dell'udienza del 25 ottobre, presentando un memorandum in cui ricostruiva quanto commesso, inducendo così la corte ad annullare l'udienza del 28 ottobre, ritenendo l'interrogatorio esaurito.
Il 25 novembre 2024, giornata contro la violenza sulle donne, il pubblico ministero chiede la pena dell'ergastolo per Turetta.
Il 3 dicembre 2024 la Corte d'assise ha condannato Turetta all'ergastolo, chiudendo così il processo di primo grado. Sono state riconosciute le aggravanti della premeditazione, del sequestro di persona e dell'occultamento di cadavere, mentre sono state rigettate quelle di stalking e crudeltà.

## La Fondazione Giulia Cecchettin
Il 18 novembre 2024, esattamente un anno dopo che a Gino Cecchettin e alla sua famiglia è stata comunicata la notizia della morte della figlia, lo stesso ha inaugurato, nella Sala della Regina di Palazzo Montecitorio, alla Camera dei Deputati, la Fondazione Giulia Cecchettin, dedicata alla memoria della figlia e impegnata "verso l'inclusione e la lotta contro la violenza di genere".
Missione della fondazione è:
- Mantenere viva la memoria di Giulia
- Promuovere un cambiamento radicale
- Sviluppare strumenti di analisi
- Supportare le donne vittime di violenza
- Promuovere la collaborazione
- Costruire un futuro inclusivo.[76]

Durante l'inaugurazione della fondazione, hanno suscitato polemiche l'intervento della Ministra per le pari opportunità e per le politiche per la famiglia Eugenia Maria Roccella, che ha dichiarato che "nessuna legge avrebbe salvato Giulia", ma soprattutto l'intervento del Ministro dell'istruzione e del merito Giuseppe Valditara, che, in un videomessaggio, dichiarando inesistente il problema dei femminici legati al patriarcato, ha definito "ideologica" la volontà di "risolvere la questione femminile lottando contro il patriarcato", che, sostiene "come fenomeno giuridico è finito con la riforma del diritto di famiglia del 1975 che ha sostituito alla famiglia fondata sulla gerarchia, la famiglia fondata sull'eguaglianza", e ha imputato i femminicidi agli immigrati clandestini, sostenendo che "non si può far finta di non vedere che l'incremento dei fenomeni di violenza sessuale è legato anche a forme di marginalità e devianza in qualche modo discendenti dalla immigrazione illegale".
Mentre Gino Cecchettin ha reagito diplomaticamente a tali dichiarazioni, limitandosi a dichiarare che "su alcuni valori dovremo confrontarci", la sorella di Giulia, Elena Cecchettin, indignata dal commento del Ministro Valditara, ha risposto sui social media che Giulia "è stata uccisa da un ragazzo italiano, bianco e 'per bene'" e che il governo sta strumentalizzando l'omicidio della sorella per fare propaganda. Laura Boldrini su X, ha definito l'intervento del Ministro Valditara "imbarazzante", affermando che "il ministro si è permesso di fare una lezioncina dimostrando d'ignorare totalmente la complessità del fenomeno della violenza maschile sulle donne e negando la matrice patriarcale", ricordando anch'ella che Giulia "è stata uccisa da un italianissimo 'bravo ragazzo'", e concludendo che "Valditara sceglie di strumentalizzare un tema così importante per alimentare la propaganda anti-immigrati di questa ultra destra".